# تارا رید
تارا دانا رید (به انگلیسی: Tara Reid)، (زاده ۸ نوامبر ۱۹۷۵) یک بازیگر و مدل آمریکایی است. رید در نمایش‌های تلویزیونی چون روزهای زندگی ما، رویاهای کالیفرنیا و اسکراب نیز بازی کرده است.

## زندگی
رید در ویکاف، نیوجرسی زاده شد و بزرگ شد. مادرش دانا و پدرش تام رید نام داشت. هر دوی آن‌ها معلمان و صاحبان مرکز مراقبت روزانه بودند. پدرش همچنین در وال استریت کار می‌کرد.

## بخشی از فیلم‌شناسی
مهم‌ترین فیلمهای او عبارت هستند از:
- لبوسکی بزرگ (۱۹۹۸)
- روزی که مردم زود بیدار شدم (۱۹۹۸)
- کلوچه آمریکایی (۱۹۹۹)
- پای آمریکایی ۲ (۲۰۰۱)
- جوسی و پوسی‌کت (۲۰۰۱)
- ون وایلدر (۲۰۰۲)
- دختر رئیس من (۲۰۰۳)
- تنها در تاریکی (۲۰۰۵)
- کلاغ: دعای شیطانی (۲۰۰۵)
- اگر می‌دانستم یک نابغه هستم (۲۰۰۷)
- تجدید دیدار آمریکایی(۲۰۱۲)
- شارکنادو (۲۰۱۳)
- خانه ویجا (۲۰۱۸)